# Riposare è bello
Riposare è bello (Cat Napping) è un film del 1951 diretto da William Hanna e Joseph Barbera. È il sessantaduesimo cortometraggio della serie Tom & Jerry distribuito l'8 dicembre 1951.

## Trama
Tom intende riposare sulla sua amaca in pace, ma nota che vi sta dormendo Jerry, il malvagio gattaccio non volendo condividere l'amaca decide di liberarsi del topino così lo scaccia, facendolo finire in uno stagno. Il topo decide allora di vendicarsi con Tom, il quale si mette in seguito a dormire sull'amaca armato di una mazza da baseball. Jerry però lancia con l'amaca Tom in oceano e vi fa porre sopra Spike. Tornato a casa, Tom picchia l'amaca con la mazza da baseball credendo che vi sia Jerry, ma non appena nota il collare di Spike si ritroverà a vedersela con il bulldog che lo picchia ferocemente. Tom è così costretto a lasciare in pace Jerry sull'amaca e a fargli aria, mentre Spike, anch'egli sull'amaca, lo prende a calci.